# Swana Rode
Swana Rode (* 1991) ist eine deutsche Schauspielerin.
Aufgewachsen in Oberursel bei Frankfurt am Main, trat Swana Rode bereits in ihrer Jugend in zahlreichen Inszenierungen am The English Theatre Frankfurt (u. a. Polly in der Dreigroschenoper) sowie am Jungen Schauspiel Frankfurt (Rich in Dirty Rich) auf. Während ihrer Schulzeit gewann sie mehrere Preise bei Jugend musiziert im Bereich Gesang. Sie nahm zudem Unterricht an Dr. Hochs Konservatorium in Frankfurt.
Sie studierte von 2012 bis 2015 Schauspiel in Hamburg und spielte bereits während der Ausbildung am Thalia Theater in Die drei Musketiere, auf Kampnagel (Flyrt-Society), am St. Pauli Theater (Der Schimmelreiter) und in diversen Studienprojekten (Der Auftrag von Heiner Müller). Am Lichthoftheater Hamburg war sie 2015 die Kirke in der Odyssee. Diese Rolle spielte sie auch 2016 am Jungen Staatstheater Karlsruhe, wo sie seit der Spielzeit 2016/17 festes Ensemblemitglied ist. Dort war sie unter anderem den Lillebror in Karlsson vom Dach und spielte in Zwei im Dunkeln. An der Volksbühne Berlin spielte Swana Rode die Olga in Oblomov. Ab der Spielzeit 2018/19 wechselt sie ins Schauspielensemble des Badischen Staatstheaters Karlsruhe. In der Eröffnungsaufführung Nora, Hedda und ihre Schwestern, der ineinander montierten Trilogie dreier Henrik-Ibsen-Stücke von Anna Bergmann spielt Swana Rode die Doppelrolle der Christine Linde (aus Nora, ein Puppenheim) und der Hilde Wangel (Die Frau vom Meer).